# Velocidade por equipes

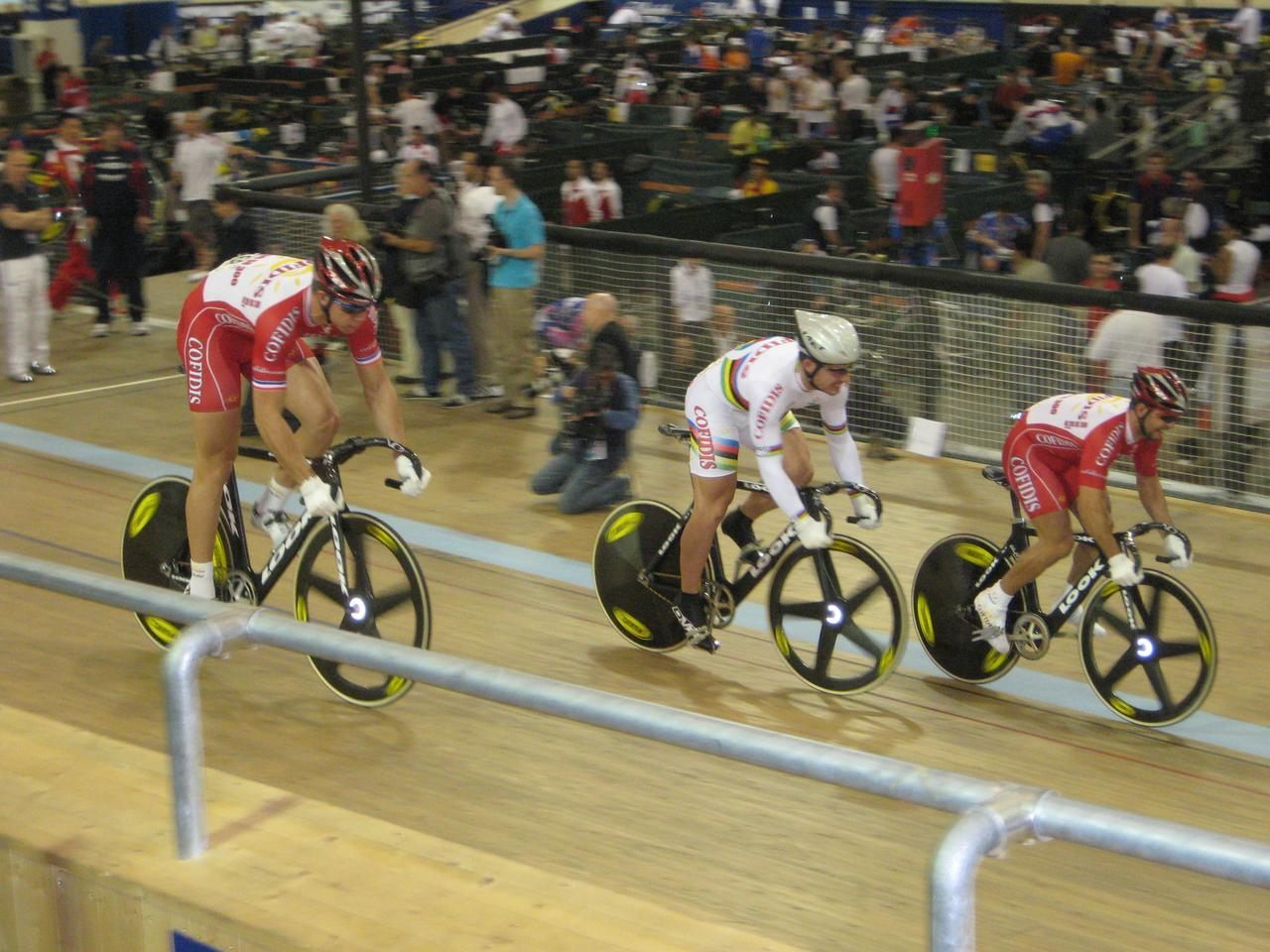
Estágio inicial de uma prova.

A velocidade por equipes é uma corrida de ciclismo de pista, a prova é composta de dois times de três ciclistas que fazem três voltas na pista (para mulheres, 2 ciclistas e 2 voltas). Cada ciclista lidera um volta, saindo o primeiro após uma volta, e o segundo após sua volta, até o terceiro terminar a prova sozinho. O vencedor é a equipe com o menor soma dos tempos.
A prova tem semelhanças com a perseguição por equipes, e ela objetiva a alta performance do velocista, que é o definidor ou finalizador de uma prova. As regras e recordes são dirigidos pela União Ciclística Internacional (UCI), e é uma prova que está no calendário olímpico.